# Gerson Torres
Gerson Torres Barrantes (ur. 28 sierpnia 1997 w Heredii) – kostarykański piłkarz występujący na pozycji prawego pomocnika, reprezentant Kostaryki, od 2018 roku zawodnik Herediano.

## Kariera klubowa
Torres pochodzi z dzielnicy La Milpa de Guararí w kantonie Heredia. Jego dwaj starsi bracia trenowali w drużynach Brujas FC i Barrio México, jednak nie zdołali się przebić do seniorskiego futbolu. W wieku dziesięciu lat dołączył do akademii juniorskiej klubu CS Herediano, lecz ze względu na sprzeczność zdań z trenerem po krótkim czasie przeniósł się do niżej notowanej ekipy Belén FC. Do pierwszej drużyny został włączony przez szkoleniowca Gerardo Ureñę i w kostarykańskiej Primera División zadebiutował 22 kwietnia 2015 w wygranym 1:0 spotkaniu z Pérez Zeledón. Już od początku kolejnego roku kalendarzowego wywalczył sobie pewne miejsce w wyjściowym składzie; premierową bramkę w najwyższej klasie rozgrywkowej strzelił 18 stycznia 2016 w przegranej 1:2 konfrontacji z Deportivo Saprissa. Na koniec wiosennych rozgrywek Verano 2016 został wybrany w oficjalnym plebiscycie FPD odkryciem sezonu ligi kostarykańskiej.
W maju 2016 Torres przeszedł do ówczesnego mistrza kraju – klubu CS Herediano, podpisując z nim dwuletnią umowę. W jesiennym sezonie Invierno 2016 wywalczył z nim tytuł wicemistrza Kostaryki w roli podstawowego zawodnika ekipy; występował na pozycji lewego lub ofensywnego środkowego pomocnika, imponując świetną kontrolą piłki i łatwością dryblingu. Został również wyróżniony w plebiscycie FPD nagrodą dla najlepszego młodego zawodnika ligi. W styczniu 2017 został wypożyczony na rok do meksykańskiego potentata – zespołu Club América ze stołecznego miasta Meksyk. W Liga MX zadebiutował 23 listopada 2017 w zremisowanym 0:0 spotkaniu z Cruz Azul. W Américe zanotował ogółem nieudany pobyt; grał niemal wyłącznie w rozgrywkach do lat dwudziestu, a w pierwszej drużynie zanotował tylko cztery występy (z czego trzy w ramach krajowego pucharu). W grudniu 2017 władze Herediano wykupiły całość praw do jego karty zawodniczej od Guadalupe FC (dawniej Belén) i przedłużyły kontrakt z graczem o kolejne pięć lat.
W styczniu 2018 Torres udał się na wypożyczenie do meksykańskiej ekipy Club Necaxa z siedzibą w Aguascalientes.

## Kariera reprezentacyjna
W maju 2017 Torres został powołany przez Marcelo Herrerę do reprezentacji Kostaryki U-20 na Mistrzostwa Świata w Korei Płd. Był wówczas podstawowym zawodnikiem swojej drużyny; rozegrał wszystkie cztery spotkania (z czego trzy w wyjściowym składzie), zaś Kostarykańczycy odpadli z młodzieżowego mundialu w 1/8 finału po porażce z późniejszym triumfatorem – Anglią (1:2).
W styczniu 2017 Torres znalazł się w ogłoszonym przez selekcjonera Óscara Ramíreza składzie reprezentacji Kostaryki na turniej Copa Centroamericana. Tam 15 stycznia w wygranym 3:0 meczu z Belize zadebiutował w seniorskiej kadrze. Ogółem wystąpił w tych rozgrywkach w dwóch z pięciu możliwych meczów (w jednym z nich w pierwszym składzie), a jego zespół uplasował się na czwartym miejscu.

## Statystyki kariery

### Klubowe
| Belén        | 2014–2015 | Kostaryka | Primera División | 1  | 0 | — | —   | —   | — | —  | 1  | 0 |
| Belén        | 2015–2016 | Kostaryka | Primera División | 24 | 2 | — | —   | —   | — | —  | 24 | 2 |
| Herediano    | 2016–2017 | Kostaryka | Primera División | 20 | 3 | — | —   | LMC | 2 | 0  | 22 | 3 |
| Club América | 2016–2017 | Meksyk    | Liga MX          | 0  | 0 | 2 | 0   | —   | — | —  | 2  | 0 |
| Club América | 2017–2018 | Meksyk    | Liga MX          | 1  | 0 | 1 | 0   | —   | — | —  | 2  | 0 |
| Necaxa       | 2017–2018 | Meksyk    | Liga MX          |    |   | — | —   | —   | — | —  |    |   |
| Ogółem       |           |           |                  |    |   |   |     |     |   |    |    |   |
| Kostaryka    | Kostaryka | Kostaryka | 45               | 5  | — | — | LMC | 2   | 0 | 47 | 5  |   |
| Meksyk       | Meksyk    | Meksyk    | 1                | 0  | 3 | 0 | —   | —   | — | 4  | 0  |   |
| Ogółem       | Ogółem    | Ogółem    | Ogółem           | 46 | 5 | 3 | 0   | LMC | 2 | 0  | 51 | 5 |

- LMC – Liga Mistrzów CONCACAF

### Reprezentacyjne
| Kostaryka | Kostaryka | 2017   | — | — | — | — | CC | 2 | 0 | 2 | 0 |
| Ogółem    | Ogółem    | Ogółem | 2 | 0 | — | — | CC | 2 | 0 | 2 | 0 |

- CC – Copa Centroamericana